# Fluda perdita
Fluda perdita là một loài nhện trong họ Salticidae.
Loài này thuộc chi Fluda. Fluda perdita được Elizabeth Maria Gifford Peckham & George William Peckham miêu tả năm 1892.